# Araneus hierographicus
Araneus hierographicus là một loài nhện trong họ Araneidae.
Loài này thuộc chi Araneus. Araneus hierographicus được Eugène Simon miêu tả năm 1909.